# Layes Abdullayeva

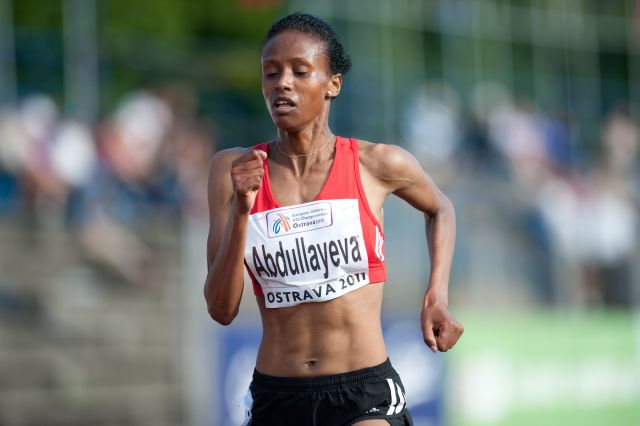
Layes Abdullayeva (2011)

Layes Abdullayeva (Geburtsname: Abelav Layes Tsige; * 29. Mai 1991 in Addis Abeba) ist eine ehemalige aserbaidschanische Mittelstrecken-, Langstrecken- und Hindernisläuferin äthiopischer Herkunft.

## Leben
Seit Februar 2009 für ihre neue Heimat startend, gewann sie im selben Jahr bei den Junioreneuropameisterschaften Silber über 1500 Meter und 3000 Meter Hindernis und kam beim Delhi-Halbmarathon auf den 13. Platz.
2010 wurde sie nationale Meisterin über 1500 Meter in der Halle, über 800 Meter im Freien. Im April gewann sie den Tarsus-Halbmarathon in 1:13:06 h. Über 3000 Meter wurde sie Siebte bei den Hallenweltmeisterschaften in Doha und gewann Bronze bei den Juniorenweltmeisterschaften in Moncton. Eine Woche nach den Juniorenweltmeisterschaften startete sie bei den Europameisterschaften in Barcelona über 3000 Meter Hindernis. Obwohl ihre Sprungtechnik im Vergleich zu ihren Konkurrentinnen miserabel war, wurde sie Sechste und verbesserte ihren Landesrekord um mehr als 20 Sekunden.
2011 wurde sie bei den Halleneuropameisterschaften zunächst Vierte über 3000 Meter, bekam nach der Sperre von Olesja Syrewa jedoch nachträglich die Bronzemedaille zugesprochen. Bei den U23-Europameisterschaften gewann sie sowohl über 5000 als auch über 10.000 Meter Gold. 2012 nahm sie an den Olympischen Spielen in London teil.

## Persönliche Bestzeiten
- 800 m: 2:09,96 min, 4. Juni 2010, Baku
- 1500 m: 4:16,63 min, 26. Juli 2009, Novi Sad
  - Halle: 4:18,07 min, 20. Februar 2010, Baku (nationaler Rekord)
- 3000 m: 8:55,33 min, 19. Juli 2010, Moncton (nationaler Rekord)
  - Halle: 8:49,65 min, 12. März 2010, Doha (nationaler Rekord)
- 5000 m: 15:29,47 min, 17. Juli 2011, Ostrava
- 10.000 m: 32:18,05 min, 15. Juli 2011, Ostrava
- Halbmarathon: 1:11:27 h, 1. November 2009, Neu-Delhi
- 3000 m Hindernis: 9:34,75 min, 30. Juli 2010, Barcelona (nationaler Rekord)